# Андерсон (Техас)
Андерсон (англ. Anderson) — город в округе Граймс штата Техас (США). Административный центр данного округа. По данным переписи за 2010 год число жителей составляло 222 человека, по оценке Бюро переписи США в 2018 году в городе проживало 223 человека. Весь город вместе с окрестностями занесён в национальный реестр исторических мест США.

## География
Город расположен на высоте 344 фута (105 м) над уровнем моря, а его площадь по данным на 2015 год составляла 0,55 квадратной мили (1,42 км²).
Климат классифицируется как субтропический муссонный, что соответствует жаркому влажному лету и мягкой прохладной зиме.

## Демография
Население на 2010 год составляло 222 человека, в том числе 63 семьи, а численность домохозяйств составляла 92. По расовому признаку 62,2 % населения были европейской расы, 34,2 % — афроамериканцы, 0,9 % — индейцы, 0,9 % — другой расы, а 1,8 % — две и более расы. На долю латиноамериканцев приходилось 3,2 % населения. Средний возраст жителей составлял 40,5 лет, а соотношение было следующее: 26,3 % жителей — моложе 20 лет; 23,1 % — от 20 до 40 лет; 36,1 % — от 40 до 65 лет; а 14,9 % — от 65 лет и старше. По гендерному признаку соотношение численности мужчин к численности женщин в среднем составляло 76,1 к 100.
По оценкам Бюро переписи США на 2018 год в городе проживали 223 человека, в том числе 126 (56,5 %) мужчин и 97 (43,5 %) женщин, а средний возраст составлял 49,2 года. Средний доход на душу населения составлял по оценке за 2018 год $ 27 738, а на каждое домохозяйство — $ 41 964. Средняя арендная плата за дом в 2017 году составляла $ 794.

## Известные жители
- Между Андерсоном и Навасотой находится ранчо актёра Чака Норриса.